# Гералтовиці (Малопольське воєводство)
Гералтовиці (пол. Gierałtowice) — село в Польщі, у гміні Вепш Вадовицького повіту Малопольського воєводства.
Населення — 1262 особи (2011).

## Демографія
Демографічна структура станом на 31 березня 2011 року:
|          | Загалом | Допрацездатний вік | Працездатний вік | Постпрацездатний вік |
| -------- | ------- | ------------------ | ---------------- | -------------------- |
| Чоловіки | 632     | 154                | 413              | 65                   |
| Жінки    | 630     | 144                | 344              | 142                  |
| Разом    | 1262    | 298                | 757              | 207                  |